# Umorzenie (rachunkowość)
Umorzenie – okresowe zmniejszenie wartości początkowej środków trwałych oraz wartości niematerialnych i prawnych na skutek jego wykorzystywania w trakcie prowadzenia działalności gospodarczej, o wyrażoną wartościowo sumę tego zużycia.
Wartość umorzenia za dany okres (np. kilku lat) jest sumą dokonanych odpisów amortyzacyjnych w poszczególnych podokresach. Wartość początkowa dobra kapitałowego, pomniejszona o wielkość jego dotychczasowego umorzenia, stanowi wartość netto wykazywaną w bilansie jednostki.
Umorzenie oznacza też zrezygnowanie całkowicie lub częściowo ze ściągania jakichś należności pieniężnych (umorzenie długu).